# Sandomierz
Sandomierz je grad u južnoj Poljskoj, ima 25 000 stanovnika (2008.). Važan je turistički centar.

## Pobratimski gradovi
- Emmendingen - Njemačka
- Ostrog - Ukrajina
- Newark-on-Trent - Engleska

### Ostali projekti
|  | Zajednički poslužitelj ima stranicu o temi Sandomierz |